# 迈泽尼亚拉德
迈泽尼亚拉德，是匈牙利包尔绍德-奥包乌伊-曾普伦州所辖的一个村。总面积14.08平方公里，总人口1550，人口密度110.1人/平方公里（2011年1月1日）。